# 2021-es FIDE Grand Swiss
A 2021-es FIDE Grand Swiss a 2023-as sakkvilágbajnokság egyik kvalifikációs versenye volt, amelynek első két helyezettje jogosultságot szerzett a világbajnokjelöltek versenyén való részvételre, első nyolc helyezettje pedig meghívást kap a 2022-es FIDE Grand Prix versenysorozatra.
A versenyt 2021. október 25. – november 8. között Rigában, Lettország fővárosában rendezték meg. Ez volt a második FIDE Chess Grand Swiss verseny, amellyel párhuzamosan rendezték az első női FIDE Grand Swiss tornát.
A 11 fordulós svájci rendszerű versenyre 114 résztvevő kapott meghívást, előzetesen 113 fő jelezte indulási szándékát. A Covid19-koronavírus-járvány miatt a versenyt a lett egészségügyi hatóságok külön engedélyével rendezték meg. A versenyzők a külvilágtól hermetikusan elzárva játszottak, szabad mozgásukban korlátozva voltak, és rendszeresen tesztelték őket. Ennek ellenére az egészségügyi kockázat nagy volt, és ezeket a feltételeket az utolsó pillanatban nem vállalta a legjobb játékosok közül Rapport Richárd, Nakamura Hikaru, Santosh Gujrathi Vidit, Alekszandr Griscsuk, Sahrijar Mamedjarov, valamint a nők közül Jekatyerina Lagno. A nyílt verseny résztvevőinek száma így 108-ra csökkent. Egy kivétellel minden résztvevő nagymester volt.
A győzelmet a francia színekben versenyző iráni származású Ali-Reza Firuzdzsá szerezte meg, a második az olasz származású amerikai Fabiano Caruana lett. Ők ketten szereztek kvalifikációt a világbajnokjelöltek versenyén való indulásra. Az első nyolc helyezett jogot szerzett a 2022-es FIDE Grand Prix-n való indulásra.

## A résztvevők
A FIDE Chess Grand Swiss kiírásának szabályai szerinti az indulók meghívása az alábbi kritériumok alapján történt:
- Meghívásra került a 2020. július – 2021. június közötti átlag-Élő-pontszáma alapján a világranglista első 100 helyezettje.
- A 2020-as női sakkvilágbajnokság győztese (Csü Ven-csün).
- Négy szabadkártyás, akit a négy kontinens elnöke hív meg.
- Négy szabadkártyát a FIDE elnöke oszt ki.
- A rendező által meghívott öt versenyző, akik közül kettő helyi játékos, egy pedig online versenyen szerzett kvalifikációt.

A versenyen a magyar sakkozók közül egyedül Rapport Richárd kapott meghívást, ő azonban a verseny indulása előtt a koronavírus-járvánnyal összefüggő szigorú egészségügyi szabályok miatt az indulást lemondta..

## A versenyszabályok
A versenyszabályokat kifejezetten erre a versenyre vonatkozóan külön dokumentumban fektették le, amely szerint:
Az egyes játszmákban a versenyzők 100–100 percet kapnak az első 40 lépés megtételére, majd további 50–50 percet a következő 20 lépésre. Ha ez idő alatt a játszma nem fejeződik be, akkor a játszma befejezéséhez további 15–15 percet kapnak. Az első lépéstől kezdve 30 másodperc többletidőhöz jutnak. Az időt a megfelelően beprogramozott elektronikus sakkórával mérik.
A mérkőző felek nem egyezhetnek meg döntetlenben a 30. lépéspárt megelőzően, csak a versenybíró engedélyével, abban az esetben, ha a táblán háromszori lépésismétlés következett be.
Ha egy játékos késik, akkor 15 percen belüli késés esetén 500 dollár büntetést kell fizetnie, kivéve, ha a késését megfelelő indokkal tudja igazolni. A 15 percnél többet késő versenyzőt az adott fordulóban – pénzbüntetés nélkül – vesztesnek nyilvánítják, kivéve ha a késés vis major miatt következik be.

## A holtverseny eldöntése
Két vagy több versenyző holtversenye esetén a helyezéseket az alábbiak szerint döntik el:
1. A Buchholz-számítás eredménye, a leggyengébb ellenfél pontszámának figyelembe vétele nélkül (Cut 1)
2. A Buchholz-számítás eredménye az összes ellenfél pontszámának figyelembe vételével
3. A Sonneborn–Berger-számítás eredménye
4. A holtversenyben levők egymás elleni eredménye
5. Sorsolás

## A díjazás
A FIDE által előírt minimális díjazás 425 000 dollár, amely az alábbi módon kerül szétosztásra:
| Helyezés          | Díjazás (US$) |
| ----------------- | ------------- |
| 1. helyezett      | 70 000        |
| 2. helyezett      | 50 000        |
| 3. helyezett      | 40 000        |
| 4. helyezett      | 35 000        |
| 5. helyezett      | 30 000        |
| 6. helyezett      | 25 000        |
| 7. helyezett      | 20 000        |
| 8. helyezett      | 17 000        |
| 9. helyezett      | 14 000        |
| 10. helyezett     | 11 500        |
| 11–15. helyezett  | 8000          |
| 16–20. helyezett  | 5000          |
| 21¬–25. helyezett | 3000          |
| 26–30. helyezett  | 2500          |
| 31–40. helyezett  | 2000          |

A díjon felül az 1. és 2. helyezett jogosultságot szerez a 2023-as világbajnokjelöltek versenyén való részvételre. Ha az első két helyezett közül az egyik vagy mindkettő más módon már kvalifikálta magát, akkor a következő helyezett(ek) szerzi meg a jogot. Az összesítésben előálló holtverseny esetén az érintett versenyzők között a díjakat megosztják, a helyezések azonban a holtversenyszámítás szabályai szerint meghatározásra kerülnek.

## A versenynapok
- Megnyitó ünnepség: október 26.
- 1. forduló: október 27.
- 2. forduló: október 28.
- 3. forduló: október 29.
- 4. forduló: október 30.
- 5. forduló: október 31.
- 6. forduló: november 1.
- Pihenőnap: november 2.
- 7. forduló: november 3.
- 8. forduló: november 4.
- 9. forduló: november 5.
- 10. forduló: november 6.
- 11. forduló, díjkiosztó, záróünnepség: november 7.

A fordulók helyi idő szerint 15:00 órakor kezdődnek.

## A meghívott versenyzők
| Ssz | Név                          | Élő-pontszám (2021. október) |
| --- | ---------------------------- | ---------------------------- |
| 1   | Fabiano Caruana              | 2800                         |
| 2   | Levon Aronján                | 2782                         |
| 3   | Alekszandr Griscsuk          | 2773                         |
| 4   | Ali-Reza Firuzdzsá           | 2770                         |
| 5   | Rapport Richárd              | 2770                         |
| 6   | Sahrijar Mamedjarov          | 2765                         |
| 7   | Maxime Vachier-Lagrave       | 2763                         |
| 8   | Nakamura Hikaru              | 2736                         |
| 9   | Vidit Gujrathi               | 2727                         |
| 10  | Nyikita Vityugov             | 2727                         |
| 11  | Andrej Jeszipenko            | 2720                         |
| 12  | Pendjála Harikrisna          | 2719                         |
| 13  | Danyiil Dubov                | 2714                         |
| 14  | Kirill Alekszejenko          | 2710                         |
| 15  | Le Quang Liem                | 2709                         |
| 16  | Vlagyimir Fedoszejev         | 2704                         |
| 17  | Jü Jang-ji                   | 2704                         |
| 18  | Parham Maghsoodloo           | 2701                         |
| 19  | Jeffery Xiong                | 2700                         |
| 20  | Vlagyiszlav Artyemjev        | 2699                         |
| 21  | Peter Szvidler               | 2695                         |
| 22  | David Navara                 | 2691                         |
| 23  | Pavlo Eljanov                | 2691                         |
| 24  | Radosław Wojtaszek           | 2691                         |
| 25  | Jorden van Foreest           | 2691                         |
| 26  | Salem Saleh                  | 2690                         |
| 27  | Anton Korobov                | 2690                         |
| 28  | Jurij Krivorucsko            | 2686                         |
| 29  | Makszim Matlakov             | 2682                         |
| 30  | Bassem Amin                  | 2681                         |
| 31  | Borisz Gelfand               | 2680                         |
| 32  | Rauf Mamedov                 | 2673                         |
| 33  | Baskaran Adhiban             | 2672                         |
| 34  | Alekszandr Predke            | 2666                         |
| 35  | Gadir Guseinov               | 2665                         |
| 36  | Gabriel Sargissian           | 2664                         |
| 37  | Szanan Szjugirov             | 2663                         |
| 38  | Nils Grandelius              | 2662                         |
| 39  | Arkadij Naiditsch            | 2660                         |
| 40  | Pavel Ponkratov              | 2659                         |
| 41  | Ivan Cseparinov              | 2659                         |
| 42  | Rinat Jumabayev              | 2658                         |
| 43  | David Antón Guijarro         | 2658                         |
| 44  | Étienne Bacrot               | 2658                         |
| 45  | David Howell                 | 2658                         |
| 46  | Alekszandr Rahmanov          | 2657                         |
| 47  | Jorge Cori                   | 2655                         |
| 48  | Jevgenyij Najer              | 2654                         |
| 49  | Grigorij Oparin              | 2654                         |
| 50  | Samuel Sevian                | 2654                         |
| 51  | Nihal Sarin                  | 2652                         |
| 52  | Andrej Volokityin            | 2652                         |
| 53  | Anton Gyemcsenko             | 2651                         |
| 54  | Alekszej Szarana             | 2649                         |
| 55  | Alexander Donchenko          | 2648                         |
| 56  | Dariusz Świercz              | 2647                         |
| 57  | Nodirbek Abdusattorov        | 2646                         |
| 58  | Aryan Tari                   | 2646                         |
| 59  | Ivan Šarić                   | 2644                         |
| 60  | Bogdan-Daniel Deac           | 2643                         |
| 61  | David Paravjan               | 2642                         |
| 62  | Gukesh D                     | 2640                         |
| 63  | Maxime Lagarde               | 2640                         |
| 64  | Matthias Bluebaum            | 2640                         |
| 65  | Krishnan Sasikiran           | 2640                         |
| 66  | Amin Tabatabaei              | 2639                         |
| 67  | Nijat Abasov                 | 2638                         |
| 68  | Hans Niemann                 | 2638                         |
| 69  | Alekszej Drejev              | 2635                         |
| 70  | FIDE Vlagyiszlav Kovaljov    | 2634                         |
| 71  | Arjun Erigaisi               | 2634                         |
| 72  | Sandro Mareco                | 2634                         |
| 73  | Jules Moussard               | 2632                         |
| 74  | Kirilo Sevcsenko             | 2632                         |
| 75  | Ruszlan Ponomarjov           | 2631                         |
| 76  | Vincent Keymer               | 2630                         |
| 77  | Vasif Durarbayli             | 2629                         |
| 78  | Csou Csien-csao              | 2629                         |
| 79  | Alan Pichot                  | 2628                         |
| 80  | Sergei Movsesian             | 2627                         |
| 81  | Mustafa Yılmaz               | 2626                         |
| 82  | Martin Kravciv               | 2625                         |
| 83  | Jurij Kuzubov                | 2624                         |
| 84  | Haik M. Martirosyan          | 2624                         |
| 85  | Alekszandr Motiljov          | 2624                         |
| 86  | Volodimir Oniscsuk           | 2622                         |
| 87  | Robert Hovhannisyan          | 2622                         |
| 88  | Nodirbek Yakubboev           | 2621                         |
| 89  | S. P. Sethuraman             | 2620                         |
| 90  | Rameshbabu Praggnanandhaa    | 2619                         |
| 91  | Surya Shekhar Ganguly        | 2618                         |
| 92  | Aravindh Chithambaram        | 2611                         |
| 93  | Raunak Sadhwani              | 2609                         |
| 94  | Cristobal Henriquez Villagra | 2609                         |
| 95  | Samvel Ter-Sahakyan          | 2607                         |
| 96  | Velimir Ivić                 | 2606                         |
| 97  | Manuel Petrosyan             | 2605                         |
| 98  | Ahmed Adly                   | 2602                         |
| 99  | Alekszandra Gorjacskina      | 2602                         |
| 100 | Mateusz Bartel               | 2597                         |
| 101 | Robert Hess                  | 2591                         |
| 102 | Javokhir Sindarov            | 2587                         |
| 103 | Baadur Jobava                | 2582                         |
| 104 | Kiril Georgiev               | 2577                         |
| 105 | Arturs Neikšāns              | 2570                         |
| 106 | Jonas Buhl Bjerre            | 2569                         |
| 107 | Nikita Meshkovs              | 2550                         |
| 108 | Temur Kuybokarov             | 2549                         |
| 109 | Shamsiddin Vokhidov          | 2521                         |
| 110 | Ivan Morovic Fernandez       | 2510                         |
| 111 | Luka Budisavljević           | 2508                         |
| 112 | Fy Antenaina Rakotomaharo    | 2484                         |
| 113 | Normunds Miezis              | 2467                         |

## A végeredmény
A táblázat a világbajnokjelöltek versenyére, valamint a 2022-es Grand Prix-re kvalifikációt szerzett első nyolc helyezett versenyző nevét tartalmazza. A teljes lista a chess-results.com oldalon található. Az első két helyezett egyben kvalifikációt szerzett a 2023-as sakkvilágbajnokság világbajnokjelöltek versenyén való indulásra.
| H.  | Versenyző              | Ország                    | Elo-p. | Pont | S–B-sz. |
| --- | ---------------------- | ------------------------- | ------ | ---- | ------- |
| 1   | Ali-Reza Firuzdzsá     | Franciaország             | 2770   | 8    | 68      |
| 2   | Fabiano Caruana        | Amerikai Egyesült Államok | 2800   | 7½   | 67      |
| 3   | Grigorij Oparin        | Oroszország               | 2654   | 7½   | 63½     |
| 4   | Jü Jang-ji             | Kína                      | 2704   | 7    | 66½     |
| 5   | Vincent Keymer         | Németország               | 2630   | 7    | 65½     |
| 6   | Maxime Vachier-Lagrave | Franciaország             | 2736   | 7    | 65      |
| 7   | Alekszandr Predke      | Oroszország               | 2666   | 7    | 64½     |
| 8   | Aleksejs Širovs        | Spanyolország             | 2659   | 7    | 64½     |
| ... |                        |                           |        |      |         |